# 阿克頓 (緬因州)
阿克頓（英語：Acton）是一個位於美國緬因州約克縣的鎮。

## 人口
根據2020年美國人口普查的數據，阿克頓的面積為106.47平方千米，當中陸地面積為97.69平方千米，而水域面積為8.78平方千米。當地共有人口2671人，而人口密度為每平方千米25人。